# Johann Michael Fleischmann

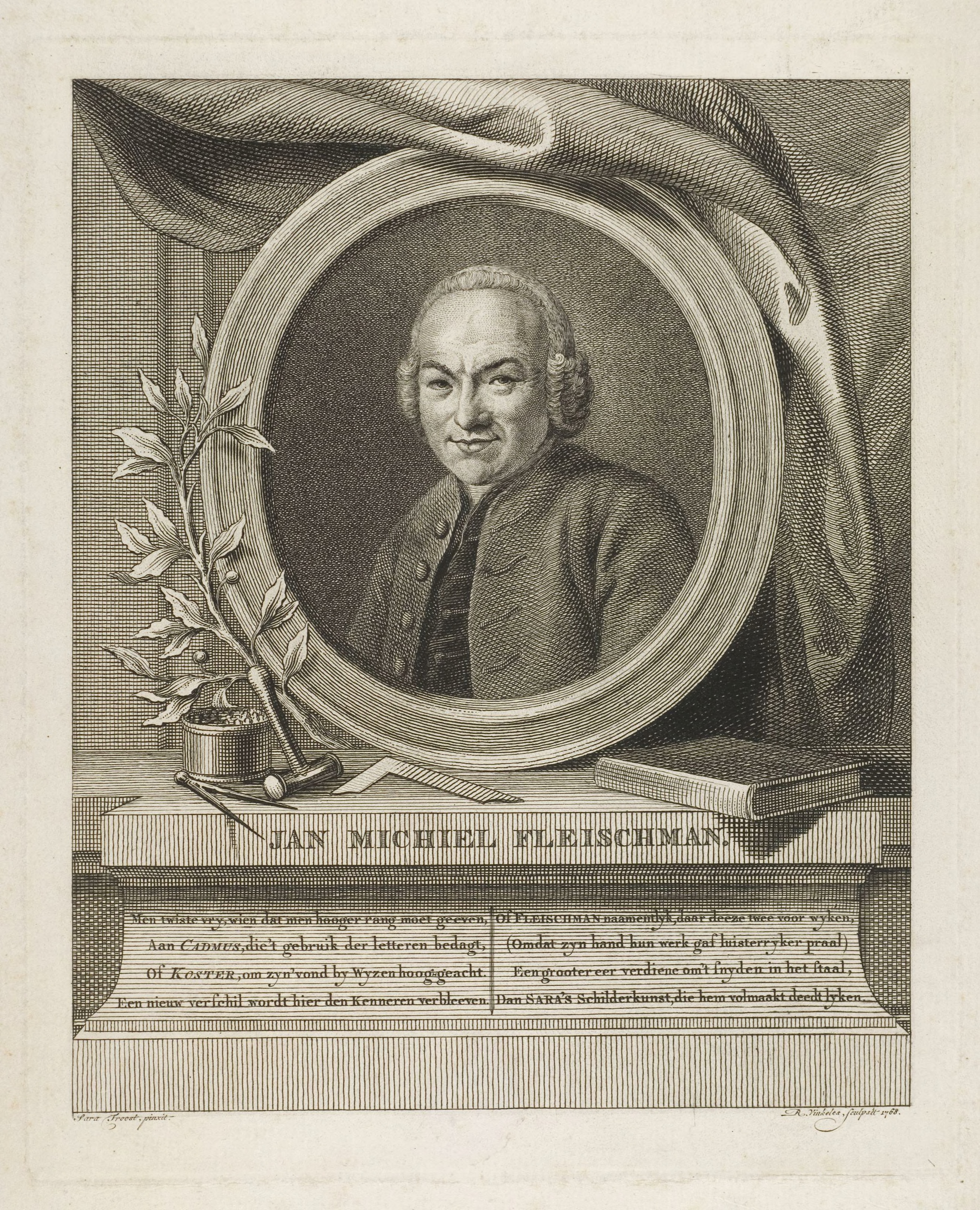
Johann Michael Fleischmann

Johann Michael Fleischmann (* 1701 in Wöhrd; † 1768 in Amsterdam) war ein deutscher Typograf und Schriftgießer.

## Leben
Johann Michael Fleischmann machte von 1723 bis 1724 eine Lehre als Schriftgießer. Anschließend ging Fleischmann auf Wanderschaft und lernte das Handwerk 1727 in der Lutherschen Gießerei Frankfurt, 1728 bei Isaac van der Putte in Amsterdam, dann bei R.C. Alberts und Herman Uytwerf (1698–1754) in Den Haag. Ab 1730 war er für Uytwerf tätig. Ab 1732 machte er sich als Stempelschneider und zwei Jahre später als Schriftgießer selbständig. Zeitweise betrieb er eine eigene Werkstatt und arbeitete später viel für das Haus Enschede in Haarlem.

## Schriften

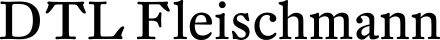
DTL Fleischmann

1732 entwickelte Fleischmann seine heute als Original Fleischmann Antiqua bekannte Schrift. 1927 entwickelte L. Wagner einen modernen Satz der Fleischmann Antiqua, auch als Kursiv und Halbfett. 1993 wurde sie als DTL Fleischmann von Erhard Kaiser gezeichnet und in der Variante DTL Fleischmann Italic bekannt.
Die 2004 vom Typografen Christian Schwartz entwickelte Schriftfamilie Farnham mit 25 einzelnen Schriften ist ein rationaler Entwurf, der auf der typographischen Arbeit von Johann Fleischmann basiert. Farnham ist seit 2004 die meistgebrauchte von drei Hausschriften der deutschen Tageszeitung Frankfurter Rundschau. Die zahlreichen Varianten der Schrift sind für die gute Lesbarkeit und den ästhetischen Anspruch der iPad-Edition der Zeitung hilfreich.